# Minifigurka Lego
Minifigurka Lego (potocznie ludzik Lego) − małe, zabawkowe figurki z plastiku produkowane przez Lego Group. Zazwyczaj stanowią one część składową zestawów klocków Lego. Minifigurki przedstawiają przede wszystkim ludzi, a także inne postacie (np. roboty) wiążące się z daną serią klocków.

## Historia

### Początki
Początkowo firma Lego produkowała zestawy klocków tylko do budowy budynków, samochodów i pociągów. Dopiero na początku lat 70. XX wieku zdecydowano, że do zabawy powinny pojawić się w ofercie figurki. Pierwsze figurki ludzi Lego pojawiły się w zestawach Rodzina Lego w 1974, lecz wyglądem odbiegały od późniejszych minifigurek, od których były znacznie większe. Miały okrągłe głowy z osobno wykonaną imitacją włosów i tors z ruchomymi segmentowymi ramionami o dużym stopniu swobody, a reszta ciała poniżej była nieruchoma, złożona z podstawowych klocków Lego. W ofercie znajdowały się do 1980 roku. Pracowano jednak równolegle nad różnymi koncepcjami minifigurek, dopasowanych skalą do modeli świata Lego.
W 1975 roku pojawiły się pierwsze minifigurki. Początkowo ludziki nie miały ruchomych nóg ani rąk. Miały one walcowate żółte głowy, nakrywane osobnym nakryciem głowy, podobne kształtem do obecnych, lecz gładkie, pozbawione rysunku twarzy. Reszta ciała była złożona z zaledwie dwóch elementów: tułowia z zaznaczonym zarysem ramion ułożonych wzdłuż boków ciała oraz z elementu symbolizującego biodra i złączone nogi. Docelowym założeniem było jednak to, żeby ludziki do zabawy były w miarę ruchome, tzn. żeby można było zmieniać położenie nóg i rąk. Wiązało się to z zamierzeniem wypuszczenia na rynek pierwszych, tematycznych zestawów: Kosmosu i Rycerzy.

### Przełom

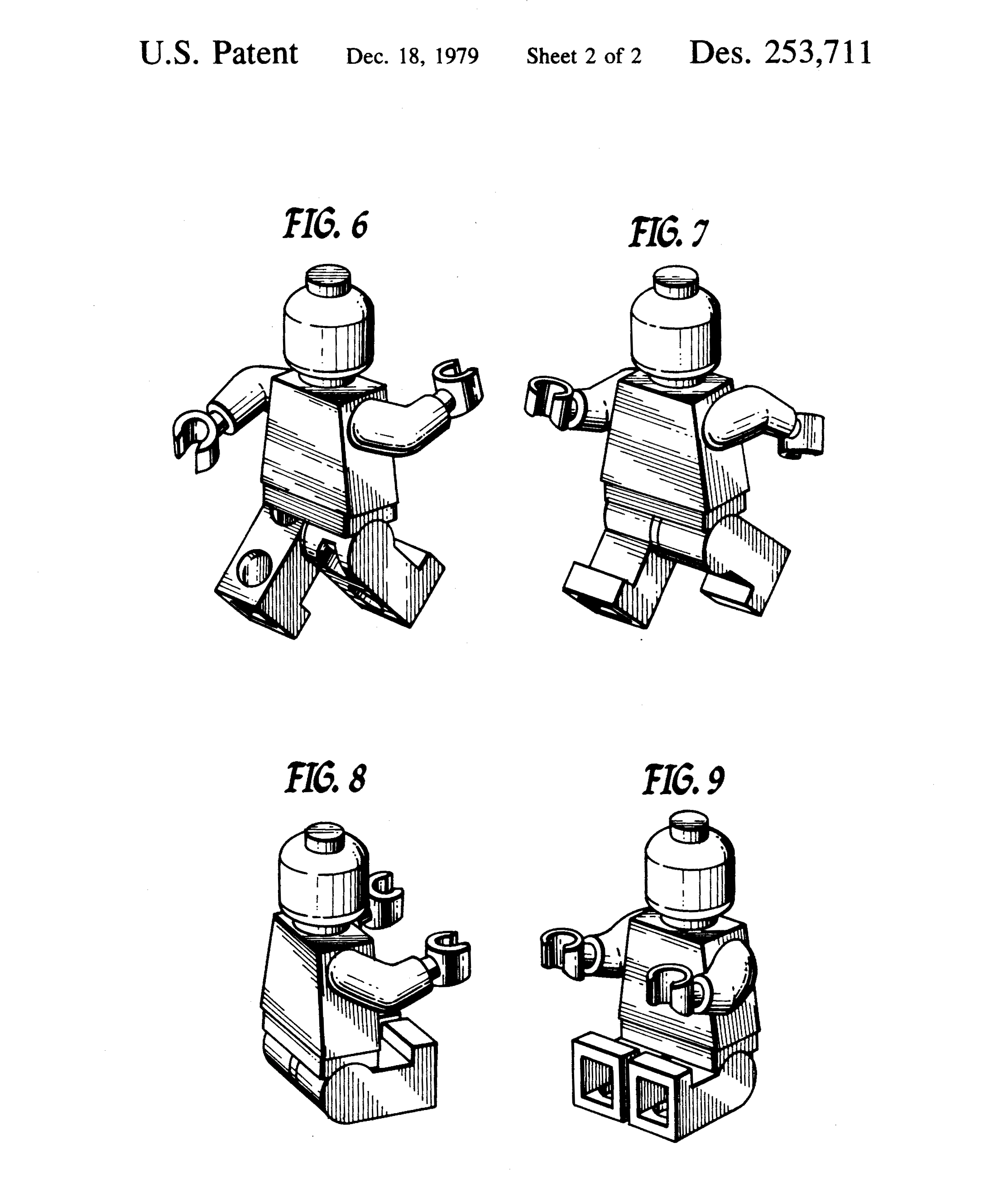
Patent z 1979

W 1978 roku ruszyła masowa produkcja ruchomych minifigurek, niezmienionych pod względem konstrukcyjnym do chwili obecnej. Twórcą prototypu minifigurki był Jens Nygård Knudsen, a w 1979 roku została ona opatentowana w USA. Figurki zaczęły się składać z sześciu rodzajów elementów: ruchomych niezależnie nóg połączonych z biodrami (jeden element), tułowia, rąk, dłoni, głowy, oraz włosów albo nakrycia głowy (kapelusze, czapki, kaski itp.). Tułów wraz z rękami i dłońmi występuje w zestawach jako jedna część, ale mogą one być rozłączane. Nogi, ręce, dłonie i głowa były ruchome, a dłonie mogły chwytać specjalne klocki (np. narzędzia). Nogi poruszały się niezależnie od siebie w przód i w tył, dzięki czemu figurki mogły siadać i przybierać postawy chodzenia. Nogi miały na tylnej powierzchni i na stopach otwory dopasowane do wypustek na klockach, dzięki którym figurki mogły być mocowane do klocków na stojąco lub siedząco. Ramiona obracały się w barku o 360°, a dłonie obracały się w nadgarstku. Postaciom nadano jednakowe twarze o charakterystycznym, prostym rysunku (tzw. Dave – oczy w formie czarnych kropek i uśmiechnięte usta w formie czarnej wygiętej kreski). Widoczne części ciała – głowa i dłonie, miały żółty kolor. Z przodu tułowia nadrukowywano detale ubrania lub munduru (początkowo do 1981 roku zamiast nadruków munduru na tułowiu stosowano naklejki). Do ciał minifigurek można mocować nasadzane na „szyję” elementy jak butle z tlenem, później także plecaki, zbroje, epolety, kamizelki ratunkowe, kołczany, brody i inne.
Podobnie jak klocki Lego, minifigurki wykonywane są z kolorowego tworzywa sztucznego ABS, a nadruki wykonywane są na nich tuszem maszynowo.
Pierwszą minifigurką na rynku stał się policjant z serii Legoland Town, w czarnym mundurze z białą czapką (zestaw nr 600). W tym samym roku dołączyło do niego kilka innych, przedstawiających zawody takie jak strażak, dozorca, lekarka, a także zwykłych mieszkańców. Postaci kobiece miały początkowo tylko fryzurę z kucykami (taką samą od 1975 roku), a postaci męskie tylko nakrycia głowy, a od 1979 roku także krótką fryzurę.

### Ewolucja
Rewolucję w wyglądzie ludzików przyniosła seria Lego Piraci z 1989 roku. Po raz pierwszy ludziki miały różny wygląd twarzy – pojawiły się nadrukowane brody, wąsy, włosy, przepaski na oko, uszminkowane usta. W figurce pirata po raz pierwszy w zamian zwykłych części ciała dodano nowe, specjalne: haki zamiast dłoni i ruchomą imitację drewnianej protezy nogi. Dopiero od tego roku też stosowano różne kolory „bioder” i nóg. Dopiero od 1994 roku natomiast wprowadzono nadruki na przedniej powierzchni nóg.
W latach 90. wprowadzano coraz bardziej zróżnicowane minifigurki. W 1990 pojawiły się świecące w ciemnościach duchy w postaci nakładki na standardowy tułów z ruchomymi rękami. Dalsze urozmaicenie przyniosły licencjonowane zestawy tematyczne, oparte na filmach lub komiksach, z postaciami z Gwiezdnych Wojen, cyklu o Harrym Potterze i inne. Seria Lego Star Wars z 1999 roku po raz pierwszy wprowadziła głowy o niestandardowym kształcie. W 2001 roku pojawiły się podwójne obrotowe twarze, na przykład z jednej strony głowy była twarz szczęśliwa, a z drugiej przestraszona lub niezadowolona, zakryta włosami lub nakryciem głowy. Od 2003 roku w wielu seriach tematycznych, związanych np. z filmami, figurki mają naturalny kolor skóry głowy i odsłoniętych części zamiast żółtego. Między innymi pojawiły się figurki ciemnoskóre, jak koszykarz Kobe Bryant. W chwili obecnej obok tradycyjnych, w zestawach występują też bardziej zróżnicowane, pod względem kształtów, kolorów oraz wzorów ubrań, ludziki. Dziś także nie jest problemem zmodyfikowanie wyglądu ludzika do własnych potrzeb za pomocą obróbki komputerowej.
Pierwszym odejściem od ruchomych nóg był klocek imitujący długą suknię (od 1990 roku). Od 2002 roku stosowane bywają także krótsze, nieruchome nogi dla figurek, które mają być mniejsze. Spotykane później też były, zwłaszcza w osobnych zestawach, nietypowe minifigurki, które zamiast nóg mają np. ogon syreny. W 2003 roku w serii NBA zastosowano sprężynowe nogi umożliwiające wyskoki. Spotykane są też nietypowe ręce, jak ramię robota, lub dłonie, jak hak pirata.
W 2010 roku po raz pierwszy Lego wypuściło kolekcjonerskie serie minifigurek niezwiązanych z zestawami, pakowane w nieprzejrzyste torebki.
Minifigurka jest najbardziej rozpoznawalnym symbolem marki Lego, obok czerwonego klocka 2×4. Rozpoznawalność minifigurek poszerzyło pojawienie się od 1997 roku gier komputerowych, a następnie seriali i filmów animowanych z minifigurkami „grającymi” role aktorów, w technice animacji komputerowej, jak Lego: Przygoda. Animowane komputerowo minifigurki mają mimikę i nieograniczone możliwości ruchu, lecz zachowują wygląd minifigurek, a nie tylko reprezentowanych przez nie postaci. Dzięki możliwości ustawiania w różnych pozach, figurki wykorzystywane są także przez fanów do tworzenia animacji poklatkowych.

### Inne figurki
W 1976 pojawiły się większe ludziki dla serii Duplo, przeznaczonej dla młodszych dzieci. Składały się one tylko z dwóch części: tułowia oraz głowy połączonej z włosami lub kapeluszem i nie posiadały one rąk ani nóg. W 1979 Lego wypuściło na rynek serię Fabuland. Ludziki z tej serii przedstawiały antropomorfizowane zwierzęta, których przygody opowiedziano w dołączanych do zestawów książeczkach. Produkowano je do 1989 roku.
W 1983 pojawił się długo utrzymujący się wzór częściowo ruchomych ludzików Duplo, z rękami i nogami. W 1986 roku pojawiły się duże figurki z serii Lego Technic, ze znaczną ruchomością segmentowych nóg i rąk. W 1984 pojawiła się pierwsza figurka zwierzęca dla zestawów System – koń z wyciętym miejscem dla ludzika lub zaprzęgu i ruchomą szyją z głową. 
W 1994 roku trafiły na rynek większe od tradycyjnych, podobne do lalek figurki z serii Lego Belville, kierowanej głównie do dziewcząt. Ich następcą stały się debiutujące w 2012 roku minilaleczki Lego Friends, które swym wyglądem są bardziej podobne do ludzi, nie są jednak minifigurkami z uwagi na brak standardowych części. W niektórych seriach są dostępne również tzw. Bigfigi - duże figurki  z ruchomymi ramionami.
W 1995 roku pojawiły się ruchome szkielety (w serii Lego Zamek). Dalsze zróżnicowanie szkieletów miało miejsce w 2011 roku w zestawach Ninjago. Pomimo podobieństwa ideowego i dostosowania skalą, ruchome szkielety i droidy bojowe z serii zestawów Star Wars nie są zaliczane do minifigurek, gdyż nie składają się ze standardowych elementów minifigurek. 
W 1989 roku pojawiły się małpki, a w 1990 roku duchy wykorzystujące standardowe ręce minifigurek.
Pozostałe figurki:
- psy (posiadają dwie wersje - nowszą i starszą)
- konie
- smoki
- sowy
- żaby
- węże
- skalne potwory - małe i duże (Lego Power Miners)
- rekiny
- zwierzęta gospodarskie
- nietoperze
- pająki
- krokodyle
- koty
- dinozaury (różne rodzaje)
- ptaki
- małpy
- inne - rzadkie lub unikatowe dla danych zestawów